# طيور لا تطير

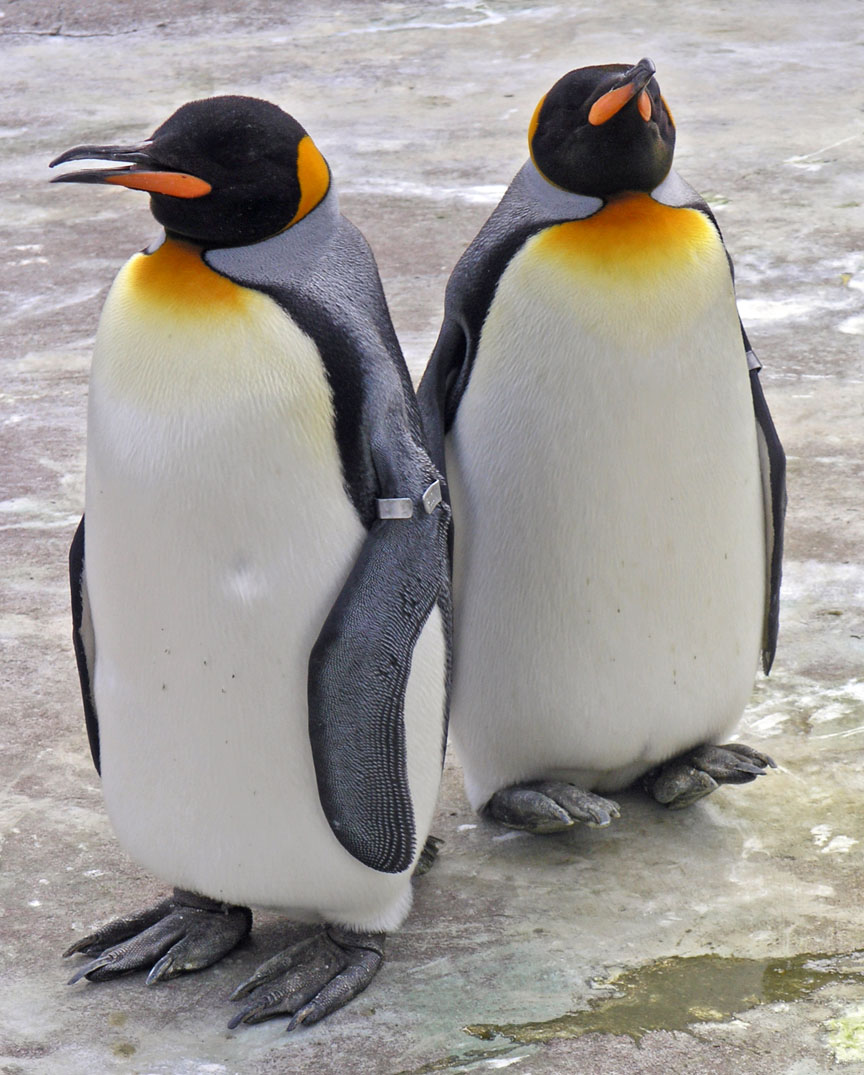
تعتبر طيور البطريق مثالًا معروفًا للطيور التي لا تطير.

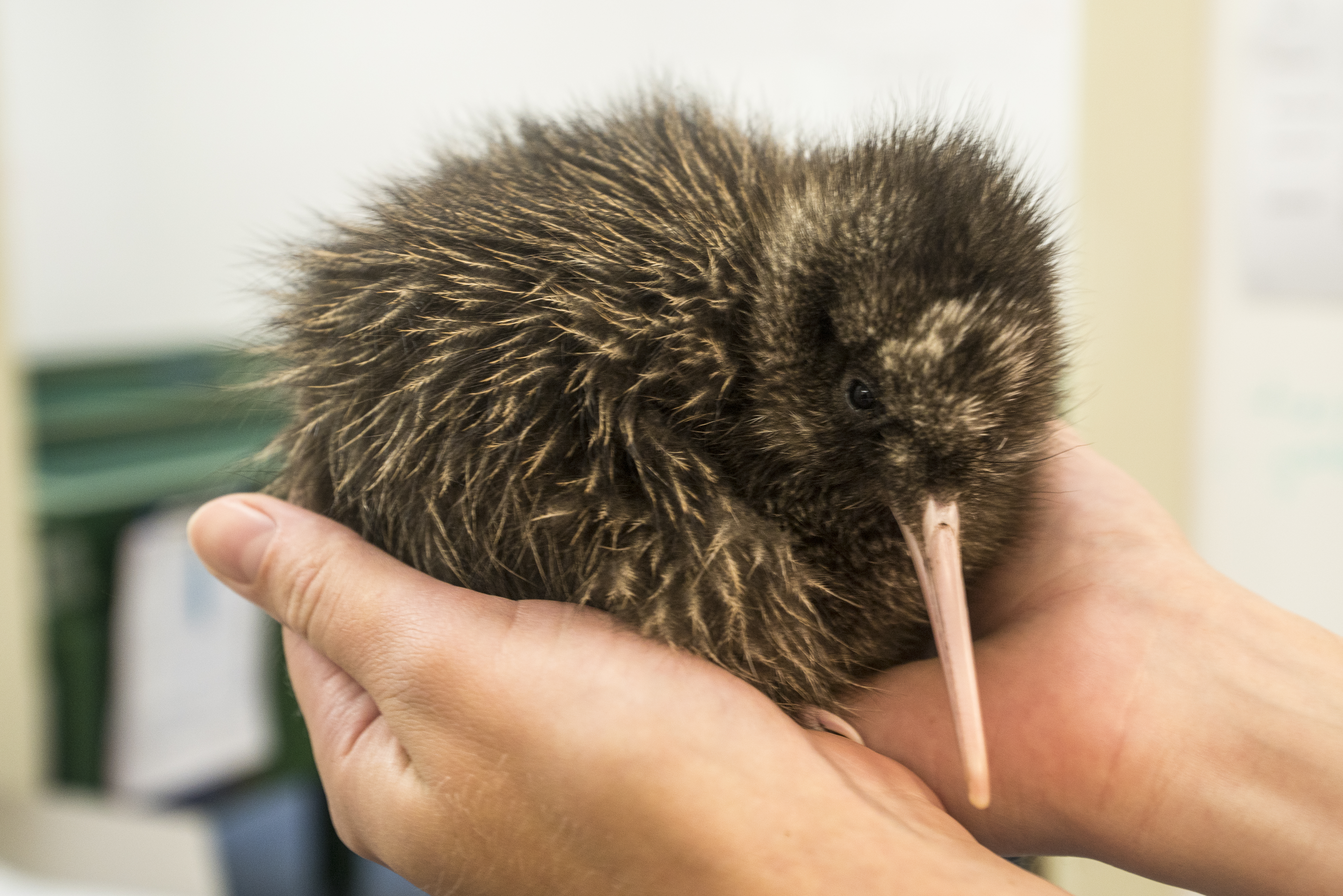
كيوي أوكاريتو بني

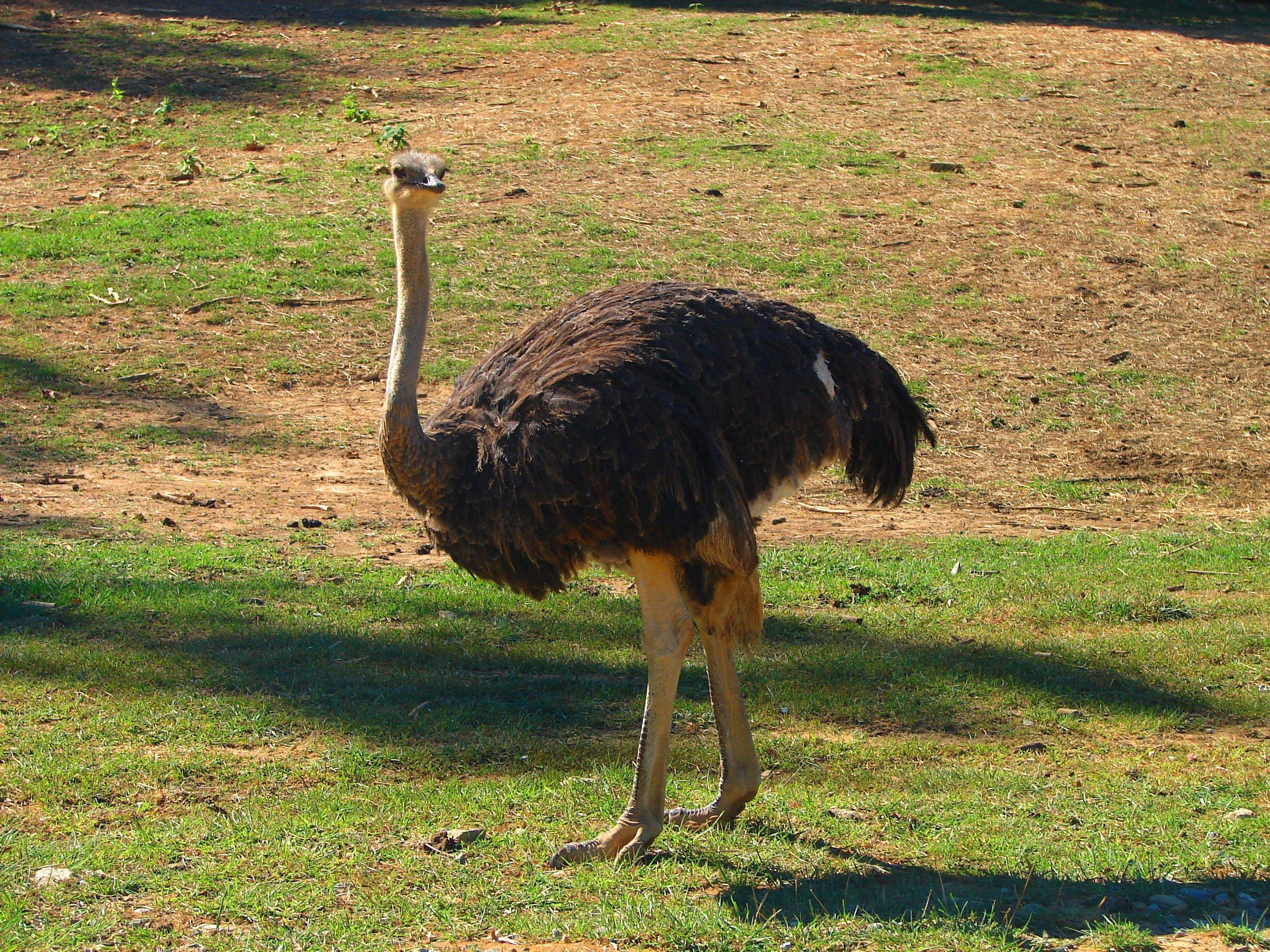
النعام هو أكبر الطيور غير الطائرة الموجودة وكذلك أكبر الطيور الموجودة بشكل عام.

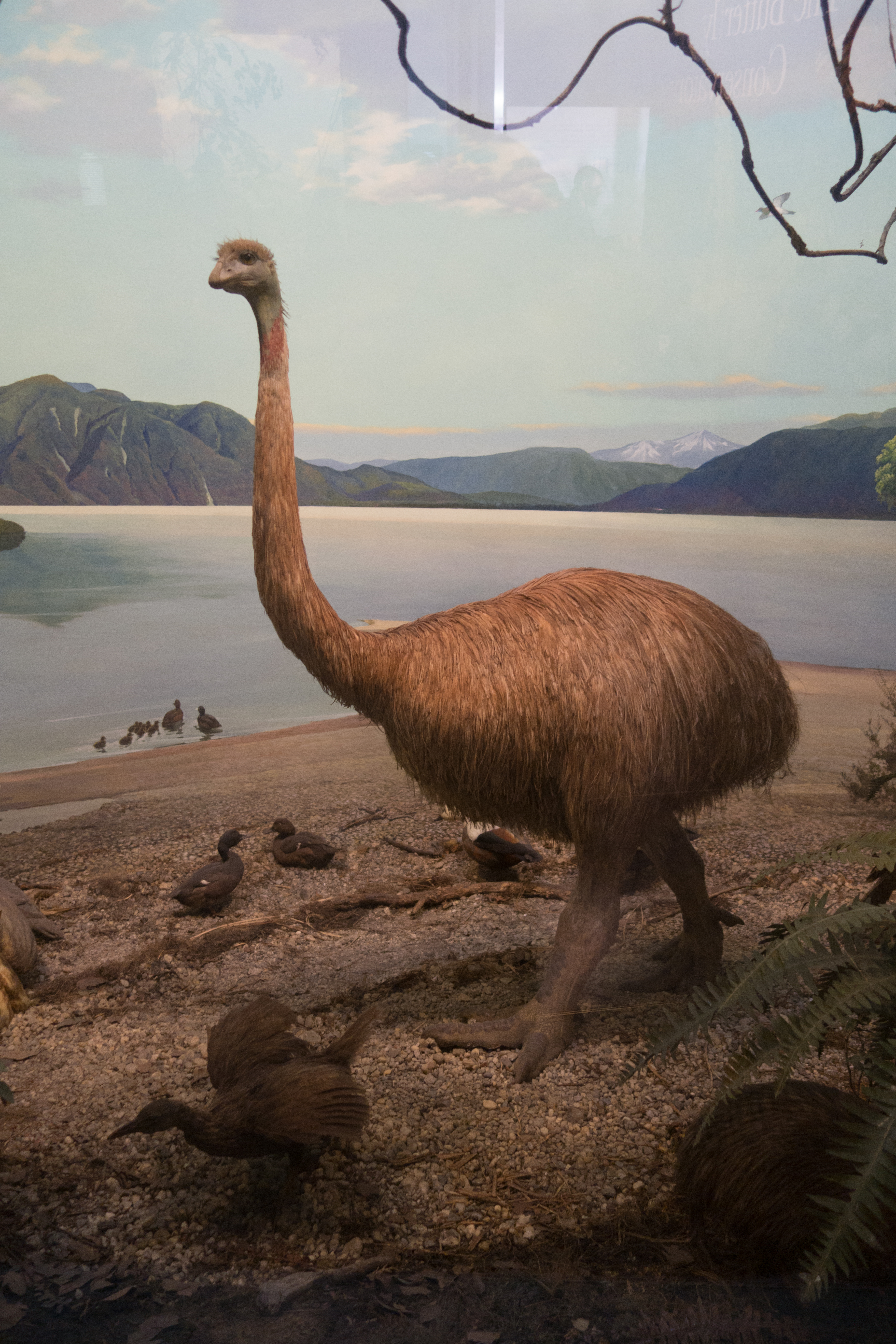
موا منقرضة. حتى وصول البشر، كانت الثدييات الوحيدة في نيوزيلندا هي الخفافيش والفقمات، مما أدى إلى تطور العديد من أنواع الطيور. في حين أن العديد من الطيور التي لا تطير في نيوزيلندا انقرضت الآن، لا يزال بعضها موجودًا اليوم، مثل الكيوي والكاكي والويكا والتاكاهي.

الطيور التي لا تطير هي الطيور التي فقدت القدرة على الطيران من خلال التطور. يوجد أكثر من 60 نوعًا موجودًا منها طيور البطريق المعروفة (النعام، الإيمو، طائر الشبنم، الروحاء، والكيوي) وطيور البطريق. أصغر طائر لا يطير هو طير جزيرة إنكسيسبل (بطول 12.5 سم، الوزن 34.7 جم). أكبر طائر لا يطير (أثقل وأطول)، وهو أيضًا أكبر طائر حي، هو النعامة (2.7 م، 156 كلغ).
فقدت العديد من الطيور المستأنسة، مثل الدجاج المنزلي والبط المنزلي، القدرة على الطيران لفترات طويلة، على الرغم من أن الأنواع الموروثة من أجدادها، طائر الأدغال الأحمر والبطة كانت قادرة على الطيران فترة طويلة. أصبح عدد قليل من الطيور المرباة بشكل خاص، مثل الديك الرومي الأبيض عريض الصدر، غير قادر على الطيران تمامًا نتيجة للتربية الانتقائية؛ امتلك الديك الرومي لحم صدر ضخما أكثر من أن تدعمه أجنحة الطائر أثناء الطيران.
تطورت حالة انعدام الطيران في العديد من الطيور المختلفة بشكل مستقل. كانت هناك عائلات من الطيور التي لا تطير، مثل طيور الرعب المنقرضة والتي تطورت لتصبح مفترسات أرضية قوية. وبأخذ هذا الأمر إلى أقصى الحدود، طورت هذه الطيور (وأقاربها الباثورنيثيدات)، والطيور الركاضة (كلها منقرضة) أشكالًا متشابهة للجسم بأرجل طويلة ورقاب طويلة ورؤوس كبيرة. علاوة على ذلك، فإنها تشترك أيضًا في سمات كونها طيورًا عملاقة لا تطير بأجنحة أثرية وأرجل طويلة وأعناق طويلة مع بعض الطيور، على الرغم من عدم ارتباطها.